# 김동연 (조선의 문신)
김동연(金東淵, 1724년 ~ ?)은 조선 시대 후기의 문신(문관)이다.
그는 홍문관 사관, 승정원 사관, 사간원 정언, 사헌부 장령 등의 각 관직을 두루 지냈으며 자(字)는 백우(伯愚)이다.

## 생애

### 어린 시절
아버지 김여석(金汝錫)의 슬하 2남 중 막내로 출생하였고 다섯 터울의 친형 김준연(金俊淵)이 있었으며 1737년 당시 14세 때 5촌 종숙부 김양묵(金陽默)한테 양자(養子)로 출계(出系)되었다.

### 장성한 이후
초야(草野)에서 글 읽는 유림 유생(儒林 儒生)으로 지내다가 1768년(영조 44) 정시문과에 병과로 급제하여, 홍문관 사관(弘文館 史官)을 지냈다. 1772년 벽파(僻派)를 공격하다가 관직에서 삭탈 및 충군(充軍)되었으며, 1774년 사헌부 장령(司憲府 掌令)으로 재차 기용되었다.  1775년 사간원 헌납(司諫院 獻納)으로 화폐 주조 관련 정책의 폐단을 논하고, 1776년 노론 예하 시파(時派)의 선봉장이 되어 노론 예하 벽파의 탄핵에 앞장섰다.